# Bela Bela
Bela Bela (dawniej Warmbad, Warmbaths) – miasto w Republice Południowej Afryki, w prowincji Mpumalanga.
Miasto zostało założone w 1873 roku wokół odkrytych wówczas źródeł termalnych. Tutejsze źródła produkują 22 tysiące litrów wody o temperaturze 50 °C na godzinę. Źródła odkryło plemię Tswana na początku XIX wieku, zaś w 1873 rząd Transwalu zakupił tereny wokół źródeł w celu budowy kurortu.